# Cyphoderinus fraterculus
Genre
Espèce
Cyphoderinus fraterculus, unique représentant du genre Cyphoderinus, est une espèce de collemboles de la famille des Lepidocyrtidae.

## Distribution
Cette espèce se rencontre en Afrique de l'Ouest.

## Publication originale
- Denis, 1942 : Notes sur quelques Collemboles termitophiles. Annales des Sciences Naturelles Paris, sér. 11, vol. 4, p. 1-19.